# Slaven- en Vikingcentrum Wolin Jomsborg Vineta

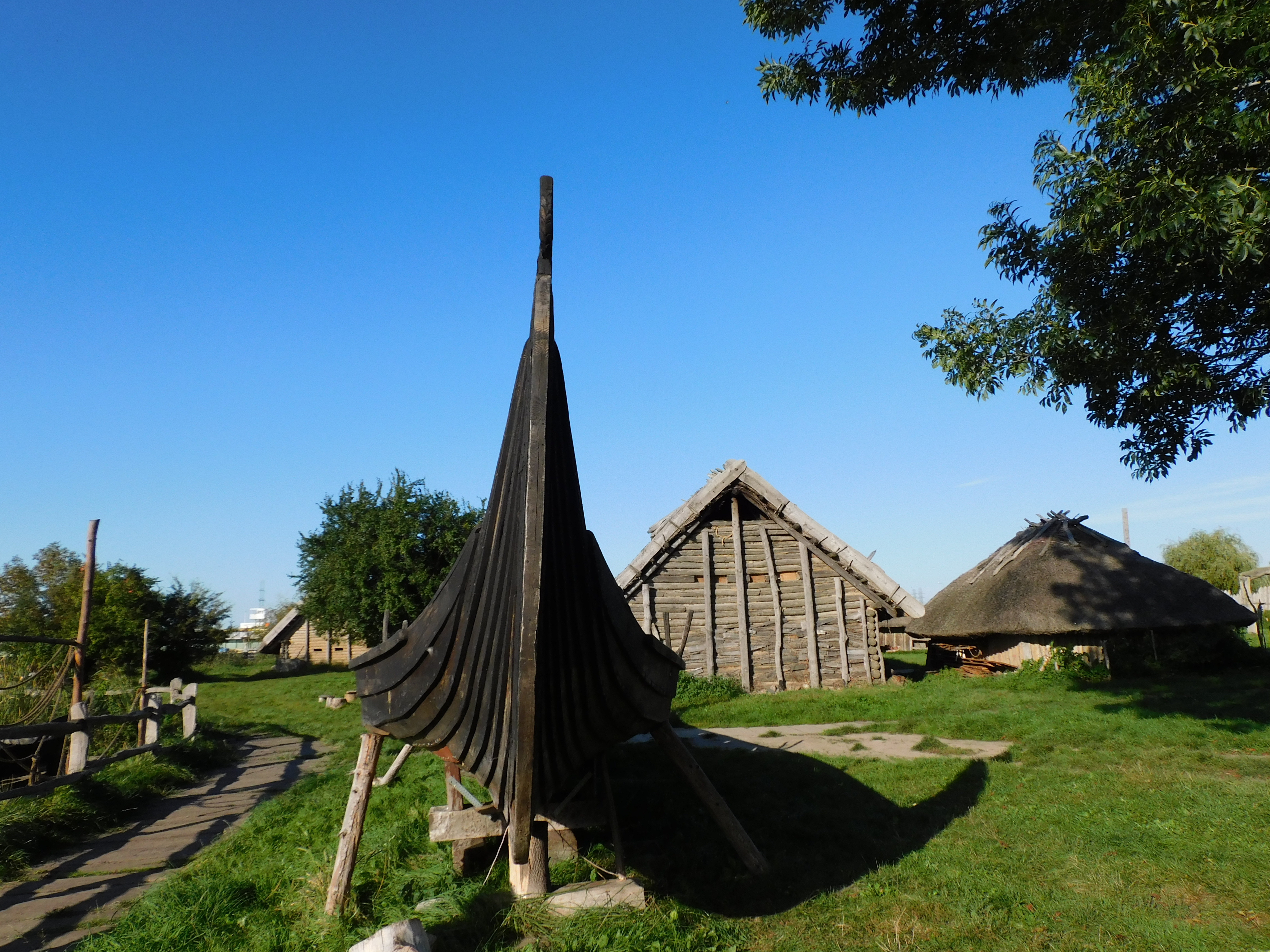
Slaven- en Vikingcentrum Wolin Jomsborg Vineta

Slaven- en Vikingcentrum Wolin Jomsborg Vineta (Pools:Centrum Słowian i Wikingów Wolin Jomsborg Vineta)  is een museum in het Poolse Wolin. Het museum belicht de tijd van de Vikingen en vroegmiddeleeuwse Slavische volkeren. Het openluchtmuseum omvat reconstructies van 27 vroegmiddeleeuwse gebouwen met replica's van meubelen en werktuigen. Het museum organiseert workshops experimentele archeologie. Er wordt ook een Slaven- en Vikingfestival georganiseerd.